# Les Enfants du Pirée (album)
Albums de Dalida
Love in Portofino
(1959) Garde-moi moi la dernière danse
(1961)
Les Enfants du Pirée est le septième album en français de la chanteuse Dalida, publié en juin 1960, par Barclay Records (numéro de catalogue 80125).

## Liste des pistes
Barclay - 80125.
| 1. | Les Enfants du Pirée (tiré du film de Jules Dassin Jamais le dimanche) | Jacques Larue et Manos Hadjidakis                   | 2:30 |
| 2. | T'aimer follement (Makin' Love)                                        | André Salvet Floyd Robinson et Jacques Plait        | 2:05 |
| 3. | Dans les rues de Bahia (Too Much Tequila)                              | André Salvet, Annie Rouvre & Dave Burgess           | 2:41 |
| 4. | De Grenade à Seville                                                   | Georges Liferman, Hubert Giraud et Pierre Cour      | 2:16 |
| 5. | Le Petit Clair de lune (Tintarella di luna)                            | Franco Migliacci, Bruno De Filippi et Jacques Larue | 2:36 |

| Face B | Face B                                                                              | Face B                                                            | Face B | Face B | Face B | Face B | Face B | Face B | Face B |
| No     | Titre                                                                               | Auteur                                                            | Durée  |        |        |        |        |        |        |
| ------ | ----------------------------------------------------------------------------------- | ----------------------------------------------------------------- | ------ | ------ | ------ | ------ | ------ | ------ | ------ |
| 1.     | Romantica                                                                           | Renato Rascel, Dino Verde (it), Fernand Bonifay et Roger Berthier | 3:24   |        |        |        |        |        |        |
| 2.     | Vieni vieni si...                                                                   | Carlo Alberto Rossi & Jean Constantin                             | 2:10   |        |        |        |        |        |        |
| 3.     | Le Bonheur (hassapico nostalgique, tiré du film de Jules Dassin Jamais le dimanche) | Jacques Larue et Manos Hadjidakis                                 | 2:35   |        |        |        |        |        |        |
| 4.     | S'endormir comme d'habitude                                                         | Guy Magenta et Jacques Larue                                      | 2:40   |        |        |        |        |        |        |
| 5.     | L'Arlequin de Tolède                                                                | Hubert Giraud et Jean Dréjac                                      | 3:00   |        |        |        |        |        |        |
| 26:01  |                                                                                     |                                                                   |        |        |        |        |        |        |        |

## Singles
- Décembre 1960 : Les Enfants du Pirée[2]
- Février 1960 : T'aimer follement[3]
- Mai 1960 : L'Arlequin de Tolède[4]
- Mai 1960 : Romantica[5]

## Réédition
L'album est réédité en 1991, sous le nom Dalida – 60 - Les Enfants du Pirée - Volume 4 (Barclay 511 103-2). Il s'agit d'une compilation reprenant 26 titres de Dalida.